# Ина Иванова
Ина Иванова е българска поетеса и писателка.

## Биография
Ина Иванова е родена на 26 декември 1975 г. в Димитровград. Живее в Пловдив, където е завършила Българска филология. Публикувала е във в. „Литературен вестник“, сп. „Страница”, сп. „Нула32”, сп. „Дива”, сп. "Глоси", сп. "Родна реч", платформите Медия кафе, „Публик Републик”, „Под линия” и др. Нейни текстове са излизали в сборниците "Бащите не си отиват", "Баба", "Под езика", „Друга вода“ и „6+“.
Автор е на сборниците с разкази „Право на избор и други проклетии“ (изд. „Арс“, 2009 г.), „Името на неделята“ (изд. „Жанет 45“, 2012 г.) и "И винаги любовта" (изд. „Жанет 45”, 2023)
Автор на стихосбирките „малки букви” (изд. Жанет 45”, 2016), „Криле от папиемаше” (изд. „Жанет 45, 2019) и „Нещата, за които мълчим” (изд. Жанет 45, 2022)
Става първият носител на Голямата награда на Националния конкурс за сборник с разкази „Минко Неволин“ (2012 г.), носител на Първа награда за проза в конкурса "С море в сърцето" (2015), Първа награда в Международния хайку конкурс "Мая Любенова" (2023), лауреат е на Националният конкурс за поезия Христо Фотев (2024)
Публикувала е текстове в сп. „Съвременник”, „Литературен вестник”, сп. „Страница”, сп. „Глоси”, сп. „НО поезия”, сп. „DIVA!”, сп. „Нула32”, „Медия Кафе”, в множество електронни издания.
Редактор е на художествена литература. Пише оперативна критика за "Литературен вестник”, модератор е в Литературен салон "Spirt & Spirit". Преподавател по творческо писане в "Модерна академия на изкуствата Синдикат" .
Нейни текстове са превеждани на английски, руски, немски, полски, испански, фарси, арабски, хърватски и сръбски език.